# 许孔让
许孔让（1933年—），男，河南固始人，中华人民共和国政治人物，曾任第六、七届全国人大常委会副秘书长。